# スティル・ライフ (バンド)
スティル・ライフ（Still Life）は、イギリスのプログレッシブ・ロック・バンド。長い間メンバーが謎であったが、2002年ドラマーにより、インターネット上でメンバー、ボーカル＋キーボード・トリオ編成である事が判明した。

## 来歴
- 1965年

マーティン・キュアー、グラハム・エイモス、ロイ・アルブライトン、ポール・ウィルキンソンでザ・ピープスを結成。
- 1967年

バンド名をマーティン・キュアー・アンド・ザ・ピープスに改名。
- 1968年

テリー・ハウエルズ加入。アルブライトンが脱退、ネクターを結成。ゴードン・リード加入。バンド名をザ・レインボーズに改名。
- 1969年

ギグを行っていたハンブルクでウィルキンソンが脱退、フライング・マシーンに加入。
イギリス帰国後にリードが脱退。
- 1970年

キュアー、ハウエルズ、エイモスはアラン・サヴェージを加えバンド名をスティル・ライフに改名。1stアルバム『スティル・ライフ』を録音。翌年、ヴァーティゴより発売した。
- 1971年

解散。キュアーはキューピッツ・インスピレーションに加入した後、NWOBHM隆盛期に「CHEVY」のボーカルとして活動。

## メンバーと担当楽器

### ザ・ピープス (The Peeps) 1965年 - 1966年
- マーティン・キュアー (Martin Cure) - ボーカル
- グラハム・エイモス (Graham Amos) - ベース
- ロイ・アルブライトン (Roy Albrighton) - ギター
- ポール・ウィルキンソン (Paul Wilkinson) - ドラム

### マーティン・キュアー・アンド・ザ・ピープス (Martin Cure And The Peeps) 1967年
- マーティン・キュアー (Martin Cure) - ボーカル
- グラハム・エイモス (Graham Amos) - ベース
- ロイ・アルブライトン (Roy Albrighton) - ギター
- ポール・ウィルキンソン (Paul Wilkinson) - ドラム

### ザ・レインボーズ (The Rainbows) 第1期 1968年 - 1969年
- マーティン・キュアー (Martin Cure) - ボーカル
- グラハム・エイモス (Graham Amos) - ベース
- ロイ・アルブライトン (Roy Albrighton) - ギター
- テリー・ハウエルズ (Terry Howells) - オルガン
- ゴードン・リード (Gordon Reed) - ドラム

### ザ・レインボーズ (The Rainbows) 第2期 1969年
- マーティン・キュアー (Martin Cure) - ボーカル
- グラハム・エイモス (Graham Amos) - ベース
- テリー・ハウエルズ (Terry Howells) - オルガン
- ゴードン・リード (Gordon Reed) - ドラム

スティル・ライフの曲を数曲演奏していた。

### スティル・ライフ (Still Life) 1970年 - 1971年
- マーティン・キュアー (Martin Cure) - ボーカル
- テリー・ハウエルズ (Terry Howells) - オルガン、ピアノ、エレクトリック・ピアノ
- グラハム・エイモス (Graham Amos) - ベース
- アラン・サヴェージ (Alan Savage) - ドラム

1stアルバム『スティル・ライフ』録音。

マーティン・キュアーは1曲目、4曲目のアコースティックギター、フルートを演奏していると思われるが詳細は不明。
また、マーティンの他にメイン・ボーカルを取っているメンバーがいるとも思われるが、こちらも詳細は不明である。

## ディスコグラフィ

### スタジオ・アルバム
- 『スティル・ライフ』 - Still Life (1971年)
  - 内容もさることながら、『花と髑髏』のジャケットの美しさも、このアルバムのカルト的人気を支える重要な要因となっている。

### オムニバス・アルバム
- Superheavy Vol. 1 (1971年) ※「Don't Go」「Love song no.6」で参加

ペルーで発表されたヴァーティゴ・レーベルのオムニバス・アルバム。ここにはスティル・ライフのメンバー、楽器編成が記載されていた。

### その他
- The Peeps / 「Now Is The Time / Got Plenty Of Love」 (1965年)
- The Peeps / 「What Can I Say？ / Don't Talk About Love」 (1965年)
- The Peeps / 「Gotta Get A Move On / I Told You Before」 (1966年)
- The Peeps / 「Tra La La / Loser Wins」 (1966年)
- Martin Cure And The Peeps / 「I Can Make The Rain Fall Up / It's All Over Now」 (1967年)
- The Rainbows / 「Rainbows / Nobody But You」 (1969年 The Rainbows 第1期)
- The Rainbows / 「New Day Dawning / Days And Nights」 (1969年 The Rainbows 第1期)